# Ozières
Ozières település Franciaországban, Haute-Marne megyében. Lakosainak száma 33 fő (2022. január 1.). Ozières Clinchamp, Consigny, Huilliécourt, Millières, Romain-sur-Meuse és Thol-lès-Millières községekkel határos.

## Népesség
A település népességének változása:
| Lakosok száma | 87   | 58   | 52   | 57   | 45   | 45   | 39   | 33   | 32   | 33   |
|               | 1968 | 1982 | 1990 | 2006 | 2013 | 2015 | 2017 | 2019 | 2020 | 2022 |